# Pedro Noda
 Pedro Noda  ( Buenos Aires, Argentina, 30 de diciembre de 1901 – ídem, 24 de agosto de 1967 ) fue un músico y cantor dedicado especialmente a la canción criolla y al género del tango que fue muy conocido por haber integrado un dúo con Agustín Magaldi.

## Primeros años
Al inicio de la década de 1920, Pedro Noda cantaba en cafetines y cines del barrio de Mataderos acompañado por Ángel Domingo Riverol, un  guitarrista de la misma barriada y desde enero de 1924, actuaron en Radio LOY.

## El dúo Magaldi-Noda
Hacia 1923 Agustín Magaldi cantaba en localidades de la provincia de Buenos Aires y en lugares de la Capital Federal junto a Nicolás Rossi, autor de la canción Aquella palomita grabada por Gardel-Razzano y primo de Enrique De Rosas, quien hacía la segunda voz, el guitarrista Oscar Orlando y el bandoneonista Ángel Loduca. Cuando hacia fines de ese año, Rossi salió con Carlos Gardel y José Razzano a una gira por España, Magaldi formó un dúo con Rosita Quiroga,  con la cual cantó en diversos lugares, actuó por primera vez en la radio y grabó para RCA Victor.
Después de los éxitos de Quiroga-Magaldi, y en pleno auge del rubro dúo de cantores nacionales instaurado a partir del éxito de Gardel-Razzano, la Victor le pidió a Magaldi que formara un dúo masculino y, ya en 1925, Enrique Maciel le aconsejó ensayar con Pedro Noda. 
Agustín Magaldi fue uno de los tres cantores nacionales favoritos, junto a Carlos Gardel y a Ignacio Corsini; con un estilo personal: una voz dotada y doliente, para un repertorio en el que abundaban las canciones tristes y las letras narrativas de dramas extremos y que abarcaba desde la cueca hasta el fox trot, pasando por la rumba, la zamba y especialmente el vals.
El dúo Magaldi-Noda debutó en la radio que instaló Jaime Yankelevich en la calle Estados Unidos y Entre Ríos de Buenos Aires con el nombre de Radio Nacional; más adelante la radioemisora se trasladó a Belgrano 1841 y  que años después tomó el nombre de Radio Belgrano. Actuaron en programas de gran difusión con el auspicio comercial de marcas como Griet-Carlos Espejo y Gomina Brancato, con un éxito jamás visto hasta esos momentos. Se desvincularon de Yankelevich en 1934 y al año siguiente pasaron a Radio París, en donde llegaron a participar junto a Osvaldo Fresedo y a Miguel Caló con los cantantes Carlos Dante y Virginia Vera. Ese año sus integrantes se separaron para continuar sus carreras como solistas; en 1936 por iniciativa de Agustín Irusta, Noda formó un rubro con el cantor Carlos Dante, con quien compartió escenarios hasta 1940.
Pedro Noda falleció el 24 de agosto de 1967.

## Labor como compositor
Las obras registradas en SADAIC a nombre de Pedro Noda son las siguientes:
- A Magaldi (1940) en colaboración con Juan Bernardo Tiggi y Carlos Dante Testori
- Ajustate las espuelas (1939) en colaboración con Agustín Magaldi y Carlos Pesce
- Allá en el Bajo (1940) en colaboración con Agustín Magaldi, Ismael Aguilar y Gerónimo F. Martinelli
- Aura y se fue (1936) en colaboración con Agustín Magaldi y Benjamín Tagle Lara
- Ausencia (1932) en colaboración con Agustín Magaldi y Diego Novillo Quiroga
- Ay vidalita (1946) en colaboración con Juan B. Guido y Enrique Domingo Cadícamo
- Boga barquero (1962) en colaboración con Agustín Magaldi y Luis Rubistein
- Bulincito (1940) en colaboración con Agustín Magaldi y José Sassone
- Canción de primavera (1940) en colaboración con Agustín Magaldi
- Cardo (1950) en colaboración con Enrique Uzal
- Chafalonía (1940) en colaboración con Agustín Magaldi y Juan B. Fulginiti
- Chamamé correntino (1940) en colaboración con Agustín Magaldi y Nicolás A. Trimani
- Che cuñata! en colaboración con Agustín Magaldi y Nicolás A. Trimani
- Cien años en colaboración con Agustín Magaldi y Enrique Domingo Cadícamo
- Color de rosa (1958) en colaboración con Feliciano Juan Brunelli
- Córdoba nos da salud y nos da valor (1977)
- Cristo redentor en colaboración con Carlos Dante Testori y Nicolás A. Trimani
- Cumpleaños gaucho  en colaboración con Agustín Magaldi y José Victorio Gallery
- De mi tierra criolla (1962) en colaboración con Agustín Magaldi
- De punta y hacha (1940) en colaboración con Agustín Magaldi y Emilio Magaldi
- Del pasado (1956) en colaboración con Agustín Magaldi y Enrique Domingo Cadícamo
- Dios te salve m’hijo (1940) en colaboración con Agustín Magaldi y Luis Acosta García
- El penado 14 (1939) en colaboración con Agustín Magaldi y Carlos Pesce
- En la celda (1940) en colaboración con Agustín Magaldi y Emilio Magaldi
- Gualeguaychú  (1947) en colaboración con Nicolás A. Trimani
- Jorobeta (1940) en colaboración con Agustín Magaldi y Carlos Attwell Ocantos
- La que nunca tuvo novio (1939) en colaboración con Agustín Magaldi y Carlos Pesce
- La última carta (1939) en colaboración con Agustín Magaldi y Carlos Pesce
- Lamento guaraní (1940) en colaboración con Agustín Magaldi y Nicolás A. Trimani
- Las tres Marías en colaboración con Agustín Magaldi y Emilio Magaldi
- Los arrieros (1939) en colaboración con Agustín Magaldi y Eugenio Rodríguez Asencio
- Mama ievane p’ al pueblo (1940) en colaboración con Agustín Magaldi y Arturo Lorusso
- Mañana es domingo (1932) en colaboración con Agustín Magaldi y Arturo Lorusso
- Mi barrio tenía cosas (1951) en colaboración con Juan Bernardo Tiggi
- Mi único tesoro (1932) en colaboración con Agustín Magaldi y Emilio Magaldi
- Mis delirios (1932) en colaboración con Agustín Magaldi y Roque Gerardo Corletto
- Moza de mi sierra en colaboración con Agustín Magaldi y Arturo LorussoReparto Completo | Soporte
- Muchachos me voy (1956) en colaboración con Agustín Magaldi y Carlos Vicente Geroni Flores
- No llores mi amor en colaboración con Agustín Magaldi y José Horacio Staffolani
- No te vayas (1940) en colaboración con Agustín Magaldi y Emilio Magaldi
- No volverás (1940) en colaboración con Agustín Magaldi y Francisco Ruiz Puchs
- Novia del sol en colaboración con Carlos Dante Testori y Enrique Miguel Gaudino
- Oración (1940) en colaboración con Agustín Magaldi y Nicolás A. Trimani
- Pibe Chacarita (1940) en colaboración con Agustín Magaldi y Emilio Magaldi
- Polvitos para el amor (1940) en colaboración con Agustín Magaldi y Arturo Lorusso
- Porque te fuiste en colaboración con Agustín Magaldi
- Primer beso en colaboración con Carlos Dante Testori y Héctor Francisco Gagliardi
- Pueblito mío  en colaboración con Agustín Magaldi
- Que vivan los novios  en colaboración con Agustín Magaldi y Emilio Magaldi
- Rara tristeza (1943) en colaboración con Roberto Guerra y Francisco Ángel Bernardis
- Se fue la pobre viejita (1940) en colaboración con Agustín Magaldi y Enrique Domingo Cadícamo
- Secretos  en colaboración con Pedro Hipólito Noda (hijo)
- Señora porteña (1949) en colaboración con Arturo Lorusso
- Soñando (1940) en colaboración con Agustín Magaldi y José Sassone
- Trapo viejo (1940) en colaboración con Agustín Magaldi y Benjamín Tagle Lara
- Trenzas de oro en colaboración con Agustín Magaldi
- El último recuerdo en colaboración con Raúl Costa Oliveri
- Una paloma en colaboración con Agustín Magaldi
- Vagabundo (1932) en colaboración con Agustín Magaldi y Emilio Magaldi
- Ya ves y te fuiste (1955) en colaboración con Agustín Magaldi y Juan B. Fulginiti
- Yo soy de la guardia del Monte (1940) en colaboración con Enrique Uzal
- Yo te recuerdo madre (1955) en colaboración con Agustín Magaldi
- Yo tuve una chiruza (1934) en colaboración con Agustín Magaldi y Juan B. Fulginiti
- Yuyito en colaboración con Agustín Magaldi y Emilio Magaldi
- Zorrita maula (1940) en colaboración con Agustín Magaldi y Francisco Brancatti